# 메리 셸리
메리 울스턴크래프트 셸리(Mary Wollstonecraft Shelley, 혼전 성씨: 고드윈, 1797년 8월 30일 ~ 1851년 2월 1일)는 과학 소설의 초기 사례로 여겨지는 고딕 소설 《프랑켄슈타인; 또는 현대의 프로메테우스》(1818년)를 쓴 영국의 소설가이다. 또한 남편인 낭만주의 시인이자 철학자 퍼시 비시 셸리의 작품을 편집하고 소개하였다. 정치철학자 윌리엄 고드윈, 철학자이자 여성 권리 옹호자인 메리 울스턴크래프트의 딸이다.
메리는 태어난 지 11일 만에 어머니를 여의었다. 그를 양육한 아버지는 딸에게 풍부한 비공식 교육을 제공하였고 자신의 무정부주의 정치 이론을 따르도록 격려하였다. 네 살이었을 때 아버지는 이웃인 메리 제인 클레어몬트와 결혼하였는데, 메리는 그와 어려운 관계를 가졌다.
1814년에 메리는 아버지의 정치적 추종자 중 한 명인 퍼시 비시 셸리와 로맨스를 시작하였다. 퍼시는 당시에 이미 결혼한 상태였다. 의붓자매인 클레어 클레어몬트와 함께 그와 퍼시는 프랑스로 떠나 유럽을 여행하였다. 영국으로 돌아왔을 때 메리는 퍼시의 아이를 임신한 상태였다. 다음 2년 동안 그와 퍼시는 사회적 배척, 지속적인 빚, 그리고 조산한 딸의 죽음에 직면하였다. 그들은 퍼시 셸리의 아내 해리엇의 자살 후인 1816년 말에 결혼하였다.
1816년에 부부와 메리의 의붓자매는 스위스 제네바 근처에서 바이런 경과 존 윌리엄 폴리도리와 함께 여름을 보내는 것으로 유명해졌다. 이곳에서 셸리는 소설 《프랑켄슈타인》의 아이디어를 구상하였다. 셸리 부부는 1818년에 영국을 떠나 이탈리아로 갔으며, 그곳에서 그들의 둘째와 셋째 아이가 사망한 후 셸리는 마지막이자 유일하게 살아남은 아이인 퍼시 플로렌스 셸리를 낳았다. 1822년에 남편은 비아레조 근처에서 폭풍으로 범선이 침몰하여 익사하였다. 1년 후 셸리는 영국으로 돌아갔고 그때부터 아들을 기르는 일과 전문 작가로서의 경력에 전념하였다. 그의 생애 마지막 10년은 질병에 시달렸는데, 53세에 그를 죽음에 이르게 한 뇌종양이 원인일 가능성이 높다.
1970년대까지 셸리는 주로 남편의 작품을 출간하려는 노력과 널리 읽히며 많은 연극 및 영화 각색에 영감을 준 소설 《프랑켄슈타인》으로 알려져 있었다. 최근의 연구는 셸리의 업적에 대한 더 포괄적인 관점을 제공하였다. 학자들은 그의 문학적 작품, 특히 역사소설 《발페르가》(1823년)와 《퍼킨 워벡》(1830년), 종말론적 소설 《최후의 인간》(1826년), 그리고 마지막 두 소설인 《로도어》(1835년)와 《포크너》(1837년)를 포함한 그의 소설들에 대해 증가하는 관심을 보여왔다. 여행서 《독일과 이탈리아에서의 산책》(1844년)과 디오니시우스 라드너의 《캐비닛 사이클로피디아》(1829년–1846년)를 위한 전기 기사들과 같은 그의 덜 알려진 작품들에 대한 연구는 셸리가 평생에 걸쳐 정치적 급진주의자로 남아있었다는 점점 커지고 있는 견해를 지지한다. 셸리의 작품들은 종종 협력과 동정, 특히 가족 내에서 여성들이 실천하는 것이 시민 사회를 개혁하는 방법이라고 주장한다. 이러한 견해는 퍼시 셸리가 촉진한 개인주의적 낭만주의 정신과 그의 아버지 윌리엄 고드윈이 설명한 계몽주의 정치 이론에 대한 직접적인 도전이었다.

## 저서
- 《프랑켄슈타인》(1818)
- 《최후의 인간》(1826)

## 같이 보기
- 메리 셸리: 프랑켄슈타인의 탄생